# Monastir 1983
L'Associazione Sportiva Dilettantistica Monastir 1983 è una squadra italiana di calcio a 5 con sede a Monastir.

## Storia
L'attuale assetto societario risale all'estate del 2022 quando il Monastir Kosmoto, giunto ultimo nel girone A della precedente Serie A2 2021-2022, assorbì tramite fusione i cagliaritani della "360 GG Futsal", primi classificati del medesimo girone e vincitori dello spareggio promozione. 
Nell'estate del 2024 la società cambia denominazione in "A.S.D. Monastir 1983".

## Cronistoria
| Cronistoria del Monastir 1983 |
| --- |
| - ? · Fondazione del Monastir Kosmoto. - 2014-15 · 1º nel girone A di Serie D di Cagliari. Promossa in Serie C2. - 2015-16 · 3º nel girone A di Serie C2 della Sardegna. - 2016-17 · 1º nel girone A di Serie C2 della Sardegna. Promossa in Serie C1. - 2017-18 · 3º nel girone unico di Serie C1 della Sardegna. - 2018-19 · 1º nel girone unico di Serie C1 della Sardegna. Promossa in Serie B. Vince la Coppa Italia regionale (1º titolo). - 2019-20 · 1º nel girone E di Serie B. Promossa in Serie A2. 1º turno di Coppa della Divisione. 1º turno di Coppa Italia di Serie B. - 2020-21 · 10º nel girone B di Serie A2. - 2021-22 · 13º nel girone A di Serie A2. Retrocesso in Serie B. - 2022 · Assorbe il 360GG Futsal. - 2022-23 · 13º nel girone A di Serie A. Non si iscrive al campionato di Serie A2, ma viene ammessa nel campionato di Serie B. Sedicesimi di finale di Coppa della Divisione. - 2023-24 · 9º nel girone B di Serie B. - 2024 · Assume la denominazione Monastir 1983. - 2024-25 · nel girone A di Serie B. |

## Statistiche
Si riportano di seguito le partecipazioni della società ai campionati nazionali.
| Livello | Categoria | Partecipazioni | Debutto   | Ultima stagione |
| ------- | --------- | -------------- | --------- | --------------- |
| 1º      | Serie A   | 1              | 2022-2023 | 2022-2023       |
| 2°      | Serie A2  | 2              | 2020-2021 | 2021-2022       |
| 3°      | Serie B   | 1              | 2019-2020 | 2019-2020       |
| 4°      | Serie B   | 2              | 2023-2024 | 2024-2025       |